# Hurtcore
Hurtcore (zbitka wyrazowa angielskich słów hardcore i hurt) – nazwa szczególnie ekstremalnej pornografii, zazwyczaj związanej z poniżającą przemocą i pedofilią. Eileen Ormsby, australijska pisarka i autorka The Darkest Web określiła hurtcore jako „fetysz dla ludzi, którzy wzbudzają się poprzez zadawanie bólu, a nawet tortury, innej osobie która nie jest chętna”.
W subkulturze pedofilskiej hurtcore znajduje się poza granicami akceptowalnego zachowania większości pedofilów i generalnie jest zakazany na stronach pedofilskich Niektóre fora internetowe w dark web są poświęcone dyskusji i dzieleniu się zdjęciami i filmami z gatunku hurtcore.
W 2013 roku Hurt2theCore było najbardziej znanym w dark webie forum dyskusyjnym na temat hurtcore'u, prowadzonym przez Matthew Grahama, który stał się znany jako „Król Hurtcore'u”" i jeden z największych dystrybutorów pornografii dziecięcej i harmcore'u na świecie.
Sprawa Matthew Faldera jest pierwszą udaną sprawą angielskiego Krajowego Urzędu ds. Przestępczości.
Niesławny film „Daisy's Destruction”, stworzony przez Petera Scully'ego, został wyemitowany na stronach internetowych poświęconych hurtcore – sceny były tak brutalne, że myślano, że film to miejska legenda.